# Piano Mattei per l'Africa

In verde i Paesi aderenti alla fase iniziale, in rosso i Paesi che si sono aggiunti nella fase successiva.

Il Piano Mattei per l’Africa è una strategia di cooperazione allo sviluppo varata dal Governo italiano per consolidare e rafforzare i rapporti economici, energetici e diplomatici con i Paesi africani, attraverso un approccio di partenariato paritario. Presentato ufficialmente il 29 gennaio 2024, in occasione del Vertice Italia-Africa tenutosi a Roma, il piano prevede una dotazione pubblica iniziale di circa 5,5 miliardi di euro.

## Origine del nome
Il nome richiama Enrico Mattei, fondatore dell'ENI, simbolo di politica energetica indipendente e cooperativa verso i Paesi produttori, «rispettoso dei reciproci interessi [...], fondata su uno sviluppo che sappia valorizzare le identità e le potenzialità di ciascuno» (Giorgia Meloni, intervento ai Dialoghi sul Mediterraneo di Roma, 3 dicembre 2022)  

Egli è ricordato per la sua celebre affermazione secondo cui: 
(Enrico Mattei)

## Lancio e sviluppo
Annunciato il 25 ottobre 2022 dalla Presidente del Consiglio, Giorgia Meloni, nel corso delle dichiarazioni programmatiche del nuovo governo,  il Piano Mattei è stato istituito ufficialmente con il Decreto-legge n. 161/2023, successivamente convertito, con modifiche, nella Legge n. 2/2024. Quest’ultima ha previsto la creazione di una Cabina di Regia incaricata di coordinare — nel pieno rispetto delle competenze istituzionali — le attività delle amministrazioni pubbliche italiane coinvolte, avvalendosi del supporto di un’apposita Struttura di Missione.
Il Piano è stato ufficialmente presentato il 29 gennaio 2024 a Palazzo Madama, in occasione dell’intervento di apertura del Vertice Italia-Africa 2024.
Gli esiti del primo semestre dell'attività di lancio sono stati riassunti nella "Prima relazione sullo stato di attuazione del Piano Mattei", aggiornata al 10 ottobre 2024.
Dopo il lancio dei primi progetti pilota, il 9 gennaio 2025, durante la conferenza stampa di inizio anno, la presidente Meloni annuncia l’avvio della fase di internazionalizzazione del Piano Mattei, già delineata in occasione del G7 del 2024. Nel corso del 2025, il programma si estenderà ad altri cinque Paesi — Angola, Ghana, Mauritania, Tanzania e Senegal — portando il totale a 14 stati coinvolti e superando così il 25% dei 54 paesi del continente africano.
Il 20 giugno 2025 si è tenuto il vertice "The Mattei Plan for Africa and the Global Gateway", copresieduto dalla Presidente del Consiglio Giorgia Meloni e dalla Presidente della Commissione europea Ursula von der Leyen, al termine del quale sono stati sottoscritti accordi per un valore complessivo di circa 1,2 miliardi di euro.
L'abbinamento del Vertice al Global Gateway «rappresenta un passo fondamentale nell'internazionalizzazione del piano Mattei» in quanto la sinergia degli sforzi dell'Italia, in primis delle risorse economiche, con quelli dell'Unione Europea, nell'ambito del più ampio campo di intervento nei settori digitale, energetico, dei trasporti, dei sistemi sanitari, di istruzione e di ricerca in tutto il mondo, consente maggiore concretezza ed efficacia degli sforzi, a partire dai 150 miliardi di euro che con il Global Gateway sono stati destinati all'Africa.

## Direttrici d'intervento
Il Piano è indirizzato a sei ambiti d'intervento:
- Istruzione e formazione professionale
- Sanità (telemedicina, ospedali di base)
- Acqua (accesso idrico, infrastrutture)
- Agricoltura (sicurezza alimentare, agricoltura sostenibile, gestione risorse idriche)
- Energia (rinnovabili, gasdotti, infrastrutture)
- Infrastrutture (fisiche e digitali)

### Istruzione e formazione
Il Piano Mattei attribuisce priorità alla formazione e all’istruzione come strumenti fondamentali per l’emancipazione delle giovani generazioni africane, con interventi mirati all’aggiornamento dei docenti, all’adeguamento dei curricula e all’attivazione di nuovi corsi professionali in linea con le esigenze dei mercati del lavoro locali. Promuove inoltre il modello italiano delle PMI e delle ITS Academy, valorizzando la collaborazione con le imprese italiane già presenti nei Paesi partner.
Il Piano sostiene lo sviluppo dell’e-learning e delle connessioni digitali attraverso hub tecnologici o soluzioni satellitari per garantire l’accesso alla banda larga anche nelle aree più remote. Prevede inoltre l’insegnamento dell’italiano a distanza e il coinvolgimento delle università italiane tramite l’esperienza maturata dall’AICS. Sono previsti programmi di doppio diploma, progetti di ricerca congiunta, dottorati condivisi, percorsi di formazione professionale e partenariati accademici. Particolare attenzione è riservata ai percorsi che integrano formazione, impiego e rientro nei Paesi d’origine, in un’ottica di sostegno ai flussi migratori regolari.
L'attuazione coinvolge ONG, enti religiosi, sistema camerale, rappresentanze diplomatiche e sedi AICS, oltre al supporto per la formazione dei dipendenti pubblici con particolare attenzione alla transizione verde e alle infrastrutture.. In questo ambito si inserisce anche la Call to Action promossa in collaborazione con la Scuola Nazionale dell'Amministrazione di Caserta (SNA), finalizzata alla formazione di alti dirigenti dei Paesi partner africani.

### Sanità
Il rafforzamento dei sistemi sanitari africani costituisce una priorità strategica del Piano Mattei, riconosciuta come elemento essenziale per lo sviluppo socioeconomico del continente.
Facendo leva sulla consolidata esperienza italiana in ambito sanitario, il Piano prevede interventi mirati al miglioramento dell’accesso e della qualità dei servizi materno-infantili, alla gestione delle malattie infettive e croniche, nonché al potenziamento delle competenze locali attraverso programmi di formazione, ricerca, digitalizzazione e utilizzo di nuove tecnologie.
Tra le principali soluzioni innovative:
- sviluppo di piattaforme di telemedicina e ambulatori mobili satellitari per sopperire alla carenza di specialisti nelle aree remote;
- implementazione di strumenti di geoinformazione per il monitoraggio delle malattie parassitarie;
- miglioramento della sicurezza alimentare e nutrizionale, e promozione dell'adozione di sistemi di cottura moderni e puliti per contrastare l'inquinamento domestico.

L'obiettivo è ridurre le diseguaglianze sanitarie, rafforzare la resilienza dei sistemi locali e sostenere uno sviluppo sostenibile ed equo, promuovendo strategie di prevenzione sanitaria tramite approcci "One Health" e sistemi di allerta precoce.

### Acqua
Per la gestione delle risorse idriche in Africa adotta un approccio sistemico che copre l'intero ciclo idrico, dalla captazione al riutilizzo.
Il Piano si articola in sette aree principali:
- sviluppo di infrastrutture idriche interconnesse con impianti di desalinizzazione alimentati da energia solare;
- implementazione di tecnologie innovative per il monitoraggio in tempo reale delle reti attraverso sistemi di "Digital Twin" e centrali di controllo;
- promozione dell'uso consapevole delle risorse attraverso campagne educative e sistemi di contabilizzazione;
- depurazione e riutilizzo di acque non convenzionali inclusi i reflui urbani;
- controllo qualitativo attraverso laboratori specializzati e piani di monitoraggio;
- formazione di water manager locali con competenze tecniche e gestionali;
- utilizzo dei dati satellitari del programma Copernicus per mappature precise e identificazione di rischi.

L'Unione Africana ha stanziato 30 miliardi di dollari annui fino al 2030 per questi investimenti, con l'obiettivo di rafforzare l'autonomia idrica del continente africano e sostenere la resilienza delle comunità locali di fronte alle future crisi idriche causate dalla crescita demografica e dai cambiamenti climatici.

### Agricoltura
Per il settore agricolo, il Piano Mattei punta a valorizzare l’enorme potenziale dell’Africa, che detiene oltre il 60% della terra arabile mondiale ancora incolta, con l’obiettivo di raggiungere l’autosufficienza alimentare e sviluppare filiere commerciali competitive.
Le strategie prevedono l’impiego di tecnologie avanzate, tra cui l’agricoltura di precisione, le Tecnologie di Evoluzione Assistita (TEA) integrate con l’intelligenza artificiale e il monitoraggio satellitare, al fine di ottimizzare l’uso delle risorse naturali e ridurre i costi di produzione.
Il Piano promuove inoltre partnership con imprese italiane per favorire la crescita di modelli imprenditoriali locali e prevede la creazione di una scuola superiore di alta formazione in agri-business, destinata a fornire alle giovani generazioni competenze agronomiche e digitali.
Nel campo delle risorse marine, considerando che l’acquacoltura rappresenta metà del pesce consumato a livello globale e coinvolge circa 600 milioni di persone in Africa, il piano sostiene lo sviluppo dell’itticoltura sostenibile attraverso la tutela degli habitat costieri, la realizzazione di impianti ittici adattabili ai contesti locali, il supporto ai pescatori tramite formazione e dotazioni specialistiche, nonché la creazione di infrastrutture dedicate alla commercializzazione del pescato.

### Energia
Per il settore energetico, il Piano Mattei si propone di garantire un accesso equo e sostenibile all’energia in Africa, dove oltre 600 milioni di persone non dispongono ancora di elettricità, nonostante il continente detenga circa il 60% del potenziale solare mondiale e risorse eoliche pari a 250 volte il fabbisogno attuale.
Il Piano sostiene una transizione energetica tecnologicamente neutrale, che da un lato valorizza il gas naturale come fonte ponte, e dall’altro promuove lo sviluppo delle energie rinnovabili e dei biocarburanti non in competizione con il settore alimentare. Parallelamente, incoraggia la digitalizzazione dell’agricoltura e la diffusione di modelli di economia circolare, favorendo uno sviluppo sostenibile e inclusivo.
Gli interventi includono:
- elettrificazione con reti centralizzate e decentralizzate;
- accesso al clean cooking[30];
- gestione sostenibile dei rifiuti;
- formazione tecnica;
- cooperazione con università e imprese italiane.

A livello geopolitico, il Piano Mattei punta a rafforzare il ruolo dell’Italia come hub energetico dell’Europa, attraverso la realizzazione di infrastrutture strategiche quali l’elettrodotto ELMED con la Tunisia e il Corridoio H2Sud per il trasporto di idrogeno. L’iniziativa è sostenuta dalla Banca Mondiale e dalla Commissione Europea, con l’obiettivo di attrarre investimenti pubblici e privati tramite il Fondo Italiano per il Clima.

### Infrastrutture (fisiche e digitali)
Le infrastrutture rappresentano un ambito trasversale a tutte le altre cinque direttrici del Piano Mattei (istruzione, agricoltura, salute, energia, acqua), interessando sia infrastrutture fisiche che digitali.

#### Divario digitale africano
L'Africa ha la più bassa connettività Internet mondiale (40% della popolazione vs 60% media globale e 80% occidentale), nonostante l'80% abbia accesso a servizi mobili. La crescita economica e demografica aumenterà il fabbisogno di connettività.

#### Interventi previsti
Il Piano Mattei promuove il potenziamento della connettività satellitare per superare le barriere fisiche e accelerare la transizione digitale. Include il sostegno al progetto BlueMed di Sparkle per Nord Africa con estensione verso Kenya e Africa occidentale.
Sono previsti percorsi formativi su Intelligenza Artificiale e Cybersicurezza, oltre al sostegno all' "AI Hub dello Sviluppo Sostenibile" (menzionato al G7 di Borgo Egnazia).
Il Piano sostiene anche la modernizzazione dei servizi postali attraverso logistica e digitalizzazione, con approccio incrementale da aree circoscritte verso estensione graduale, sviluppando piattaforme digitali per la gestione postale.

## Settori complementari del Piano Mattei
Alle principali aree di intervento il Piano prevede l'affiancamento di ulteriori aree tematiche di carattere generale.

### Collaborazione culturale
- Promozione della cooperazione con le Nazioni africane per la valorizzazione del patrimonio storico e creativo.
- Sviluppo di programmi di restauro, tutela e conservazione del patrimonio.
- Formazione in archeologia, gestione dei rischi culturali e sostegno alle industrie culturali e creative.
- Coinvolgimento di istituzioni italiane del sistema culturale ed educativo.

### Dialogo culturale istituzionale
- Istituzione di un centro per il dialogo culturale tra Italia e Africa.
- Studio e approfondimento delle relazioni culturali tra Europa e Africa.

### Sport e giovani
- Attuazione di progetti formativi e scambi sportivi.
- Riqualificazione e ampliamento di infrastrutture sportive.
- Sviluppo di iniziative per l'inclusione e la formazione giovanile.

### Coordinamento settoriale
- Istituzione di tavoli di lavoro specifici per ciascun settore d'intervento.
- Coinvolgimento delle amministrazioni pubbliche e del settore privato.

### Gestione dei rischi naturali
- Sviluppo di sistemi di prevenzione e monitoraggio dei disastri ambientali.
- Utilizzo di piattaforme digitali per l'allerta e la gestione dei fenomeni climatici.
- Programmi di formazione per la riduzione della vulnerabilità ai cambiamenti climatici.

### Cooperazione spaziale
- Avvio di partenariati nel settore spaziale con Paesi africani.
- Promozione dell'educazione, della ricerca e delle applicazioni spaziali sostenibili.

## Cronologia
| Cronologia degli eventi                                                              | Cronologia degli eventi |
| ------------------------------------------------------------------------------------ | --- |
| Annuncio (25 ottobre 2022)                                                           | - Il Piano Mattei viene annunciato dal Presidente del Consiglio Giorgia Meloni nel suo discorso di insediamento alla Camera dei Deputati |
| Formalizzazione (2023-2024)                                                          | - Il Piano è stato formalizzato mediante il decreto-legge 15 novembre 2023, n. 161 - Conversione in legge, con modificazioni, del decreto-legge 15 novembre 2023, n. 161 (Legge 11 gennaio 2024, n. 2).                                             |
| Presentazione (29 gennaio 2024)                                                      | - Il Piano è stato presentato ufficialmente il 29 gennaio 2024 a Palazzo Madama, durante l'intervento di apertura del Vertice Italia‑Africa 2024 |
| Attuazione (2024 - oggi)                                                             | - Accordo CDP‑AfDB per l'investimento di 400 mln € in 5 anni - Ingresso di altri cinque Paesi africani (gennaio 2025) - Vertice internazionale con accordi per 1,2 mld € (giugno 2025) - Lancio a Roma del primo AI Hub per lo Sviluppo Sostenibile |
| Relazione sullo stato di attuazione del Piano Mattei - aggiornata al 10 ottobre 2024 | |

## Governance
Il Piano Mattei è disciplinato dalla Legge n. 2/2024, che ha istituito una Struttura di Missione presso la Presidenza del Consiglio e una Cabina di Regia interministeriale. Ha una durata quadriennale, con possibilità di rinnovo.
La dotazione iniziale, pari a circa 5,5 miliardi di euro, è così suddivisa:
- 3 miliardi dal Fondo Italiano per il Clima, gestito da Cassa Depositi e Prestiti[37][38];
- 2,5 miliardi dal Fondo Rotativo per la Cooperazione allo Sviluppo (MAECI).[39]

Nel dicembre 2024, Cassa Depositi e Prestiti e la African Development Bank hanno lanciato la piattaforma GRAf, con un obiettivo complessivo di mobilitazione pari a 750 milioni di euro (400 milioni da CDP e AfDB e 350 milioni da terzi).
Sono inoltre stati sottoscritti Memorandum of Understanding con banche multilaterali (Afreximbank, BOAD, DBSA) e con importanti società italiane (ENI, Leonardo, Terna, Snam).
Il Piano non costituisce un fondo unico misto, ma un meccanismo volto a favorire partenariati pubblico-privati paralleli alla dotazione pubblica ufficiale.

## Attori principali

### Attori istituzionali italiani
- Presidenza del Consiglio dei Ministri – Coordinamento strategico del Piano Mattei.
- Ministero degli affari esteri e della cooperazione internazionale – Gestione dei rapporti bilaterali con i Paesi africani.
- Ministero dell'economia e delle finanze – Coinvolto nel finanziamento e nella governance economica del Piano.
- Ministero dell'ambiente e della sicurezza energetica – Responsabile del Fondo italiano per il clima e dei progetti energetici.
- Cassa Depositi e Prestiti – Ruolo centrale come braccio finanziario pubblico.
- SACE – Supporto all'internazionalizzazione e alla garanzia degli investimenti.
- Giorgia Meloni – Presidente del Consiglio e ideatrice politica del Piano.

### Enti pubblici e imprese strategiche
- ENI – Attore energetico chiave nei progetti africani.
- Leonardo – Coinvolta in progetti di tecnologia e agricoltura avanzata.
- BF S.p.A. – Partner agroindustriale in progetti di cooperazione.
- AI Hub for Sustainable Development – Piattaforma di innovazione e competenze legate al Piano.

### Partner africani e internazionali
- Unione africana – Interlocutore continentale prioritario.
- African Development Bank – Co-finanziatore e facilitatore istituzionale.
- Governi africani partner – coinvolti attraverso accordi bilaterali e multilaterali.
- Unione europea – Partner strategico nell'ambito del Global Gateway.
- G7 – Forum in cui il Piano è stato presentato a livello internazionale.
- OCSE – Contesto multilaterale per monitoraggio e standard di cooperazione.

## Reazioni e critiche
Diversi osservatori, tra cui organizzazioni della società civile, sindacati, forze politiche ed enti istituzionali, hanno segnalato una serie di rischi e criticità legati alla concezione e attuazione del Piano Mattei per l'Africa.

### Coinvolgimento delle parti interessate
Alcune ONG aderenti alle federazioni dell'Organizzazioni Italiane di Cooperazione e Solidarietà Internazionale (AOI) hanno evidenziato l'assenza di un adeguato coinvolgimento delle organizzazioni della società civile africana e italiana nelle fasi di elaborazione del Piano. Secondo tali reti, l'approccio top-down adottato rischia di compromettere la sostenibilità degli interventi previsti.
Anche il Presidente della Commissione dell'Unione africana (UA), Moussa Faki Mahamat, ha espresso pubblicamente riserve riguardo alla mancata consultazione dei governi africani nella fase preparatoria del Piano.

### Risorse finanziarie e sostenibilità
Alcuni osservatori hanno evidenziato che i 5,5 miliardi di euro annunciati nel quadro del Piano Mattei deriverebbero in larga parte da fondi già esistenti, senza rappresentare un incremento reale delle risorse destinate alla cooperazione allo sviluppo. Inoltre, è stato segnalato che l'assenza di un budget autonomo e la concentrazione della governance presso la Presidenza del Consiglio potrebbero limitarne l'efficacia e la trasparenza gestionale.

### Approccio energetico e ambientale
Alcune organizzazioni evidenziano come il Piano sia fortemente incentrato sulla sicurezza energetica dell'Unione europea, rischiando di promuovere modelli di sviluppo basati sull'estrazione di combustibili fossili. Tale impostazione risulta in contrasto con una transizione energetica equa e con gli obiettivi di sviluppo sostenibile, potendo alimentare conflitti sociali e ambientali nelle aree interessate dai progetti energetici.

### Impatti su lavoro e migrazioni
Importanti confederazioni sindacali italiane hanno evidenziato la necessità che il Piano garantisca condizioni di lavoro dignitose e rispetti i diritti umani nei percorsi formativi e migratori associati senza nascondere nuove logiche di neocolonialismo. È stato inoltre espresso il timore che il Piano possa rafforzare logiche di esternalizzazione dei controlli alle frontiere, senza promuovere canali di migrazione sicuri e legali.

### Criticità politiche e comunicative
Alcuni partiti politici di opposizione hanno espresso dubbi sulla coerenza e sull'efficacia strategica del Piano. Le critiche hanno riguardato l'assenza di obiettivi chiari, la mancanza di una progettazione partecipata e il rischio che l'iniziativa venga percepita come un'operazione di immagine più che come uno strumento concreto di cooperazione internazionale.

### Rischi istituzionali e sovrapposizioni operative
Secondo l'Agenzia italiana per la cooperazione allo sviluppo, l'impostazione del Piano potrebbe generare sovrapposizioni tra nuovi attori e strutture già operative, con il rischio di dispersione delle competenze e inefficienze nella gestione dei progetti
Anche il CeSPI ha messo in luce tre debolezze strutturali ricorrenti: scarsa consultazione con i partner africani, dinamiche di potere sbilanciate e una governance che tende a configurare i paesi africani come beneficiari passivi piuttosto che come attori attivi e co-protagonisti delle iniziative.

## Confronti internazionali
Il Piano Mattei ha ricevuto riscontri positivi da numerosi governi e organizzazioni a livello globale, riconosciuto per il suo valore strategico nel promuovere collaborazione, sviluppo sostenibile e azioni in Africa, pur con attenzione alle sfide da affrontare. Non tutti i governi, tuttavia, hanno assunto una posizione ufficiale o si sono espressi pubblicamente in merito all'iniziativa.

### Reazioni europee
- La Presidente della Commissione europea, Ursula von der Leyen, ha espresso apprezzamento per l'iniziativa, sottolineando che «Europa e Africa hanno interessi allineati più che mai», in particolare nei settori dell'energia, della formazione e delle migrazioni legali.[59]

- Von der Leyen ha citato il Piano Mattei come iniziativa coerente con il programma europeo Global Gateway, evidenziando il principio di «partnership tra pari».[60]

- Euractiv ha definito il Piano Mattei «un concreto piano di interventi strategici», con un impegno iniziale di 5,5 miliardi di euro, di cui 3 miliardi dal Fondo italiano per il clima.[61]

- Secondo Maddalena Procopio dell'ECFR, in un'intervista a Euronews, il Piano offre «un'opportunità per ridefinire la strategia dell'Europa in Africa», puntando su agricoltura ed energia dove l'Italia è particolarmente forte.[62]

### Reazioni di governi e istituzioni internazionali
- Il governo degli Stati Uniti, in un comunicato congiunto tra il Presidente Biden e il primo ministro Meloni, ha riconosciuto il Piano Mattei come parte del “Rome Process” volto ad affrontare le cause profonde della migrazione attraverso partenariati in Africa e Mediterraneo.[63]

- Nel Regno Unito, il governo ha valutato l'approccio italiano come modello per il controllo migratorio, con un possibile contributo alla strategia da parte di Londra.[64]

- Il governo sudafricano, attraverso il Vice Ministro degli Esteri Alvin Botes, ha ufficialmente apprezzato il Piano Mattei, definendolo un modello di “partenariato equo” tra Italia e Africa e lodando il suo contributo al dialogo sull'energia nel contesto della presidenza italiana del G7.[65]

- La Banca Africana di Sviluppo ha riconosciuto ufficialmente il Piano Mattei durante il suo Annual Meeting del 27 maggio 2025, definendolo una «transizione strategica dall'assistenza all'alleanza» e annunciando la collaborazione con l'Italia nel finanziamento di progetti nel settore agricolo, energetico e industriale, attraverso la Rome Process Financing Facility (RPFF)[66] inoltre ha confermato l'Italia come «partner strategico» e ha elogiato l'integrazione del Piano nelle proprie piattaforme finanziarie, evidenziando l'approccio di cooperazione tra pari[67]

- In un comunicato congiunto del 23 giugno 2025, il presidente Dr. Akinwumi Adesina ha evidenziato il ruolo centrale dell'AfDB nel promuovere progetti infrastrutturali del Piano Mattei (come il Corridoio di Lobito) e nel favorire investimenti comuni con l'UE nell'ambito del Global Gateway.[68]

- Il presidente della Commissione dell'Unione Africana, Moussa Faki Mahamat, ha accolto il Piano Mattei durante il Vertice Italia‑Africa 2024 a Roma, descrivendolo come un'opportunità per “un cambio di paradigma” nei partenariati Africa‑Europa, in linea con l'Agenda 2063 e gli Obiettivi di sviluppo sostenibile (SDGs) del continente.[69]

- Durante il vertice G7 del giugno 2025, il presidente dell'AfDB, Akinwumi Adesina, ha dichiarato che il Piano Mattei «favorirà partnership economiche e strategiche, espanderà l'accesso all'energia, affronterà il cambiamento climatico, garantirà sicurezza alimentare, rafforzerà sanità e formazione, e creerà lavoro giovanile».[70]

### Fonti giornalistiche internazionali
- Il Piano Mattei è stato spesso comparato al programma europeo Global Gateway, alla Belt and Road Initiative cinese e al Compact with Africa (CwA) tedesco, pur mantenendo una regia italiana autonoma.[71]

- Secondo un'analisi pubblicata da The Conversation, il Piano Mattei segna un'evoluzione della politica estera italiana, che per la prima volta si definisce esplicitamente come "politica africana" e non più solo come proiezione mediterranea. Il piano è stato accolto favorevolmente per il suo carattere flessibile e aperto al dialogo, qualità apprezzate dai partner africani. L'iniziativa acquista rilievo in un contesto geopolitico sempre più competitivo, dove le potenze europee devono confrontarsi con attori globali come Cina e Russia, e si distingue per la sua capacità simbolica, in un panorama europeo spesso percepito come anonimo.[72]

- Il Piano Mattei si inserisce nella strategia energetica e geopolitica italiana, orientata a rafforzare i legami con Paesi africani e a garantire la sicurezza energetica nazionale. Parte degli investimenti italiani precedenti in Africa è stata associata a controversie legali, impatti sociali e ambientali negativi o implicazioni in conflitti locali. Il Piano è quindi osservato con cautela e ottimismo, con l'auspicio che segni un reale cambio di approccio.[73]